# Danijel Subašić
Danijel Subašić (Zára, 1984. október 27. –) világbajnoki ezüstérmes horvát válogatott labdarúgó, posztját tekintve kapus.

## Pályafutása

### Klubcsapatokban
Pályafutását szülővárosa csapatában a Zadarban kezdte. A 2003–04-es idényben mutatkozott be a felnőtt csapatban. A 2005–06-os szezonban miután a Zadar kiesett az első osztályból a csapat első számú kapusa lett.
2008 nyarán a Hajduk Splithez került kölcsönbe. A 2008–09-es szezon első felében 18 bajnokin védett. A téli szünetet követően a Hajduk vezetősége úgy döntött, hogy leigazolják Subašićot. A 2009-10-es bajnokságban 28 alkalommal védte a Hajduk kapuját és hozzájárult ahhoz, hogy megnyerték a horvát-kupát.
2012 januárjában a francia másodosztályban szereplő Monacohoz igazolt.  A tavaszi idényben 17 mérkőzésen védte a monacoiak kapuját. Az utolsó fordulóban az ő szabadrúgásgóljával győzték le idegenben a Boulogne-t 2–1 arányban.

### Válogatottban
A horvát U21-es válogatottban 2006. március 1-jén Dánia ellen szerepelt először, összesen pedig hat alkalommal. A felnőtt nemzeti csapatban 2009. november 14-én debütálhatott egy Liechtenstein elleni barátságos mérkőzésen. A találkozót –melyet 5–0-ra a horvátok nyertek meg– végig védte.
Az Európa-bajnoki keretszűkítést követően a szövetségi kapitány Slaven Bilić nevezte őt a 2012-es Eb-re készülő 23 fős keretébe.
A 2018-as Világbajnokságon első számú kapusa volt a válogatottnak, és meghatározó szerepe volt abban, hogy Horvátország a döntőig meneteljen. A torna vége után visszavonult a válogatottságtól.

## Sikerei, díjai
- Hajduk Split
  - Horvát-kupagyőztes: 2009–10, 2021–22

- Monaco
  - Ligue 1: 2016–17
  - Ligue 2: 2012–13

- Horvátország
  - Világbajnoki ezüstérem: 2018

## Statisztika

### Klub
2018. február 24-én frissítve.
| Klub             | Szezon           | Liga            | Liga  | Kupa            | Kupa  | Ligakupa        | Ligakupa | Európa1         | Európa1 | Egyéb2          | Egyéb2 | Összen          | Összen |
| Klub             | Szezon           | Pályára lépések | Gólok | Pályára lépések | Gólok | Pályára lépések | Gólok    | Pályára lépések | Gólok   | Pályára lépések | Gólok  | Pályára lépések | Gólok  |
| ---------------- | ---------------- | --------------- | ----- | --------------- | ----- | --------------- | -------- | --------------- | ------- | --------------- | ------ | --------------- | ------ |
| NK Zadar         | 2003–2004        | 1               | 0     | 0               | 0     | –               | –        | –               | –       | –               | –      | 1               | 0      |
| NK Zadar         | 2004–2005        | 12              | 0     | 0               | 0     | –               | –        | –               | –       | –               | –      | 12              | 0      |
| NK Zadar         | 2005–2006        | 27              | 0     | 1               | 0     | –               | –        | –               | –       | –               | –      | 28              | 0      |
| NK Zadar         | 2006–2007        | 13              | 0     | 0               | 0     | –               | –        | –               | –       | –               | –      | 13              | 0      |
| NK Zadar         | 2007–2008        | 28              | 0     | 0               | 0     | –               | –        | –               | –       | –               | –      | 28              | 0      |
| NK Zadar         | összesen:        | 81              | 0     | 1               | 0     | 0               | 0        | 0               | 0       | 0               | 0      | 82              | 0      |
| Hajduk Split     |                  |                 |       |                 |       |                 |          |                 |         |                 |        |                 |        |
| 2008–2009        | 31               | 0               | 8     | 0               | –     | –               | 3        | 0               | –       | –               | 42     | 0               |        |
| 2009–2010        | 28               | 0               | 6     | 0               | –     | –               | 2        | 0               | –       | –               | 36     | 0               |        |
| 2010–2011        | 20               | 0               | 0     | 0               | –     | –               | 7        | 0               | 1       | 0               | 28     | 0               |        |
| 2011–2012        | 16               | 0               | 2     | 0               | –     | –               | 2        | 0               | –       | –               | 20     | 0               |        |
| összesen         | 95               | 0               | 16    | 0               | 0     | 0               | 14       | 0               | 1       | 0               | 126    | 0               |        |
| Monaco           | 2011–2012        | 17              | 1     | –               | –     | –               | –        | –               | –       | –               | –      | 17              | 1      |
| Monaco           | 2012–2013        | 35              | 0     | 0               | 0     | 0               | 0        | –               | –       | –               | –      | 35              | 0      |
| Monaco           | 2013–2014        | 35              | 0     | 0               | 0     | 0               | 0        | –               | –       | –               | –      | 35              | 0      |
| Monaco           | 2014–2015        | 37              | 0     | 0               | 0     | 0               | 0        | 10              | 0       | –               | –      | 47              | 0      |
| Monaco           | 2015–2016        | 36              | 0     | 0               | 0     | 0               | 0        | 12              | 0       | –               | –      | 48              | 0      |
| Monaco           | 2016–2017        | 34              | 0     | 0               | 0     | 4               | 0        | 14              | 0       | –               | –      | 52              | 0      |
| Monaco           | 2017–2018        | 23              | 0     | 0               | 0     | 0               | 0        | 3               | 0       | 1               | 0      | 27              | 0      |
| összesen         | összesen         | 217             | 1     | 0               | 0     | 4               | 0        | 39              | 0       | 1               | 0      | 261             | 1      |
| karrier összesen | karrier összesen | 393             | 1     | 17              | 0     | 4               | 0        | 53              | 0       | 2               | 0      | 469             | 1      |

### Válogatottban
2017. november 12-én frissítve.
| 2009     | 1  | 0 |
| 2010     | 2  | 0 |
| 2011     | 0  | 0 |
| 2012     | 1  | 0 |
| 2013     | 1  | 0 |
| 2014     | 6  | 0 |
| 2015     | 7  | 0 |
| 2016     | 10 | 0 |
| 2017     | 7  | 0 |
| 2018     | 9  | 0 |
| összesen | 44 | 0 |